# The Essential Studio Tracks
Otro álbum de Jamiroquai que no salió al mercado, en este álbum podemos encontrar canciones Acústicas, algunos mixes, también unos demos y varias canciones que no están en los discos de Jamiroquai. Estos archivos pueden clasificarse como canciones de culto.

## Lista de canciones
1. "If I Like It, I Do It (Acoustic Version)" - 04:25
2. "Stillness In Time (Vinyl Version)" - 06:15
3. "Space Clav" - 04:55
4. "When You Gonna Learn (Original Demo)" - 04:51
5. "Bullet" - 04:18
6. "Slipin 'n' Slidin'" - 03:37
7. "Wolf In A Sheeps Clothing" - 04:00
8. "Snooze You Lose" - 03:40
9. "Do It Like We Used To Do" - 07:32
10. "Everybody's Going To The Moon" - 05:29
11. "Black Crow (Acoustic Version)" - 03:41
12. "Picture Of My Life (Acoustic Version)" - 03:29
13. "King For A Day (Rough Demo)" - 02:04
14. "Main Vain (Without Samples) - 05:05
15. "Do You Know Where You're Coming From" - 05:04
16. "I'm in the Mood For Love" - 03:17
- Datos: Q6144409